# Классификатор адресов Российской Федерации
Классификатор адресов Российской Федерации (КЛАДР) — ведомственный классификатор ФНС России, созданный для распределения территорий между налоговыми инспекциями и автоматизированной рассылки корреспонденции.

## Структура
Поставляется в виде набора файлов в формате DBF (которые не меняют состава, но периодически меняют структуру):
- KLADR — содержит объекты c 1-го по 4-й уровень классификации (регионы; районы (улусы); города, посёлки городского типа, сельсоветы; сельские населённые пункты);
- STREET — содержит объекты 5-го уровня классификации (улицы городов и населённых пунктов);
- DOMA — содержит объекты 6-го уровня классификации (номера домов, улиц, городов и населённых пунктов);
- FLAT — содержит объекты 7-го уровня классификации (номера квартир домов);
- SOCRBASE — содержит объекты с краткими наименованиями типов адресных объектов;
- ALTNAMES — содержит сведения о соответствии кодов записей со старыми и новыми наименованиями адресных объектов, а также сведения о соответствии кодов адресных объектов до и после их переподчинения.

Код КЛАДР выглядит как СС+РРР+ГГГ+ППП+УУУУ+ДДДД , где:
- СС – код субъекта Российской Федерации (региона);
- РРР – код района;
- ГГГ – код города (код сельского поселения);
- ППП – код населенного пункта;
- УУУУ – код улицы, планировочной единицы территории;
- ДДДД – код дома.

## Использование КЛАДР
- КЛАДР доступен для свободного скачивания на сайте ФГУП «ГНИВЦ» ФНС России. В настоящее время файлы КЛАДР создаются из базы данных ФИАС и обновляются еженедельно.
- В КЛАДР отсутствуют адреса, имеющие любую степень секретности. У ЗАТО указаны только их наименования.
- В КЛАДР есть почтовые индексы и коды ОКАТО для всех населённых пунктов, однако он содержит много неточностей и ошибок (чаще всего в кодах ОКАТО, привязке почтовых индексов к адресу)[1]. Также некоторые существующие адреса могут быть указаны как ныне не существующие.

## Перспективы использования
Начиная с конца 2013 года происходит переход на новый государственный адресный реестр — Федеральную информационную адресную систему (ФИАС) .
Информация, содержащаяся в новом адресном реестре, аналогична имеющейся в КЛАДР, но структура нового реестра должна исключать возможность появления неоднозначности в адресах, которая иногда встречается в записях КЛАДР за счёт добавления поля уникального идентификатора объекта, который отсутствует в КЛАДР. Т.е. для КЛАДР возможна ситуация, когда несколько разных адресов ссылаются на один и тот же объект (дом, строение) и по сути будут являться разными объектами.  Кроме того в ФИАС введены метки времени, что важно для отслеживания переименований адресных объектов. По этой причине следует использовать ФИАС, хотя КЛАДР всё ещё продолжает поддерживаться в актуальном состоянии и регулярно обновляется.